# Kosmiczne śmieci

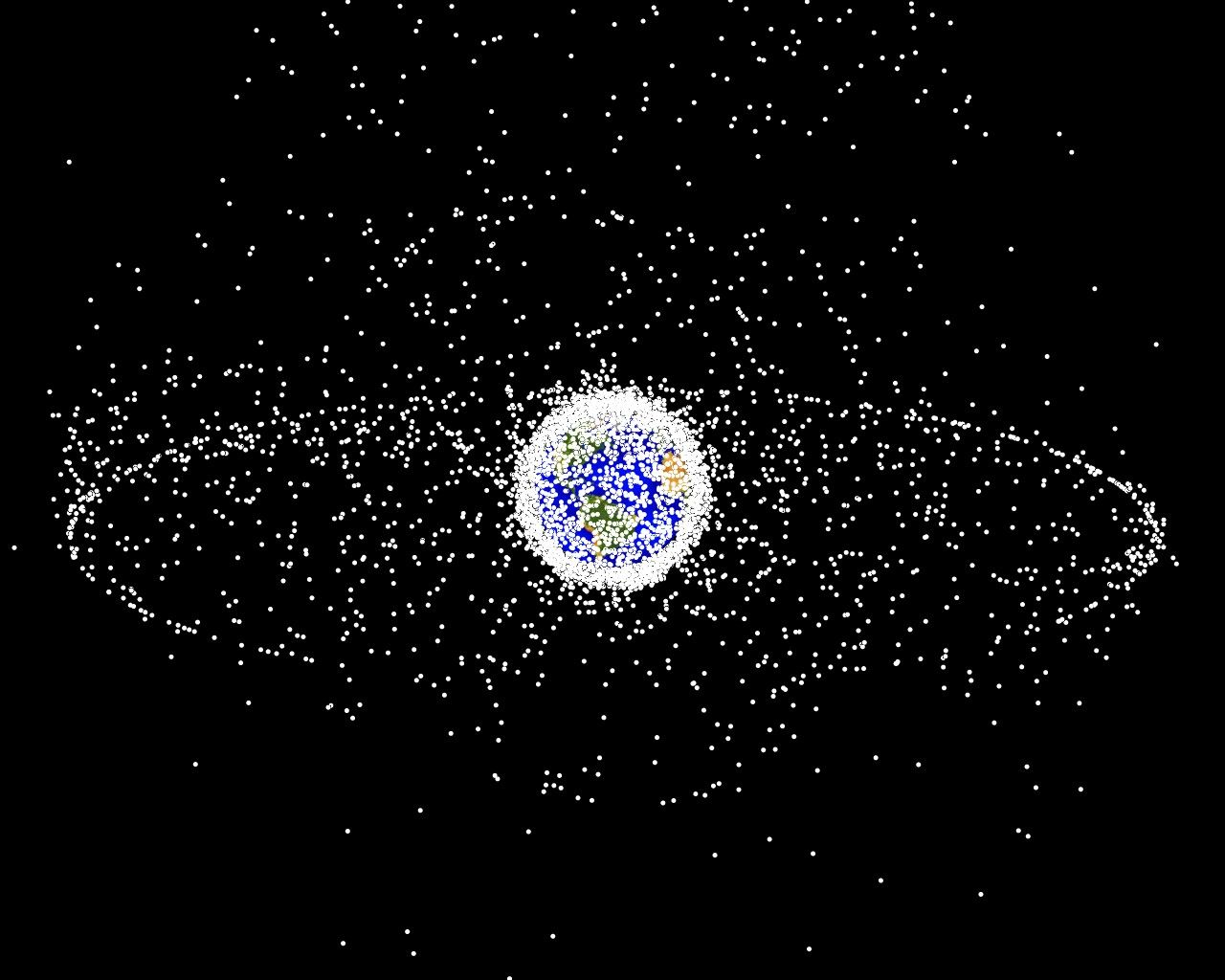
Dystrybucja kosmicznych śmieci widziana spoza orbity geostacjonarnej (GEO). Widoczne są dwa główne zbiorowiska: pierścień obiektów na orbicie GEO i chmura obiektów na niskiej orbicie okołoziemskiej (LEO).

Kosmiczne śmieci lub kosmiczne odpadki (ang. space debris) – obiekty wytworzone przez człowieka pozostające na orbicie okołoziemskiej, które nie wykonują już zaplanowanych dla nich zadań. Składają się na nie głównie zużyte człony rakiet wielostopniowych, nieczynne satelity, fragmenty powstałe w wyniku kolizji lub eksplozji satelitów lub rakiet. Zazwyczaj kosmiczne śmieci nie są kontrolowane przez człowieka, dlatego mogą stwarzać zagrożenie dla aktywnie działających satelitów.
Znaczna część tych obiektów ma niewielkie rozmiary, poniżej centymetra. Najmniejsze obiekty tego typu to np. fragmenty farby, którą pokrywane były rakiety i pozostałości spalanego stałego paliwa rakietowego. W celu uniknięcia uszkodzenia działających satelitów można stosować technologie wynalezione do ochrony statków przed meteoroidami, tj. dodanie cienkiej warstwy metalu na zewnętrznej powłoce statku. Do zderzeń z warstwą metalu dochodzi przy tak dużych prędkościach, że pył wyparowuje, a powstająca w efekcie plazma rozprzestrzenia się na tyle szybko, że nie uszkadza statku. Jednak nie każdą część obiektu da się ochronić w ten sposób, np. panele słoneczne i urządzenia optyczne (takie jak teleskop, czy astronawigator) są narażone na uszkodzenia z tej strony. Osłony używane przy załogowych modułach Międzynarodowej Stacji Kosmicznej są w stanie chronić przed odpadkami wielkości mniejszej niż 1 cm.
Skuteczną metodą ochrony przed zderzeniami z większymi obiektami są manewry zmiany orbity całej stacji w celu uniknięcia zagrożenia. Ta metoda z kolei wymaga poznania dokładnej orbity obiektu. Używany obecnie sprzęt jest w stanie rozpoznawać obiekty o średnicy większej niż 5 cm na niskiej orbicie okołoziemskiej oraz średnicy około 50 cm na orbicie geostacjonarnej. Z szacowanych 500 tys. obiektów o średnicy powyżej 1 cm tylko 18 tys. może być śledzonych z Ziemi. Łączną liczbę obiektów szacuje się na miliony.

## Ochrona przed mikrometeoroidami
W 1946 astronom Fred Whipple zaproponował rozwiązanie chroniące przyszłe statki kosmiczne przed mikrometeoroidami. Na początku znane jako „zderzak meteorytowy”, dzisiaj rozpoznawana pod nazwą Tarcza Whippla, składała się z cienkiej warstwy metalu rozpostartej w małej odległości od kadłuba statku. Kiedy mikrometeoryt uderza w folię, wyparowuje, a powstająca w wyniku plazma szybko się rozprzestrzenia. Na początku wyścigu kosmicznego, w latach 60. XX wieku zagrożeniem dla działających statków kosmicznych wydawały się jedynie mikrometeoroidy. Prowadzone wtedy badania nad ochroną statków kosmicznych można było w późniejszych latach wykorzystać do ochrony przed kosmicznymi śmieciami.

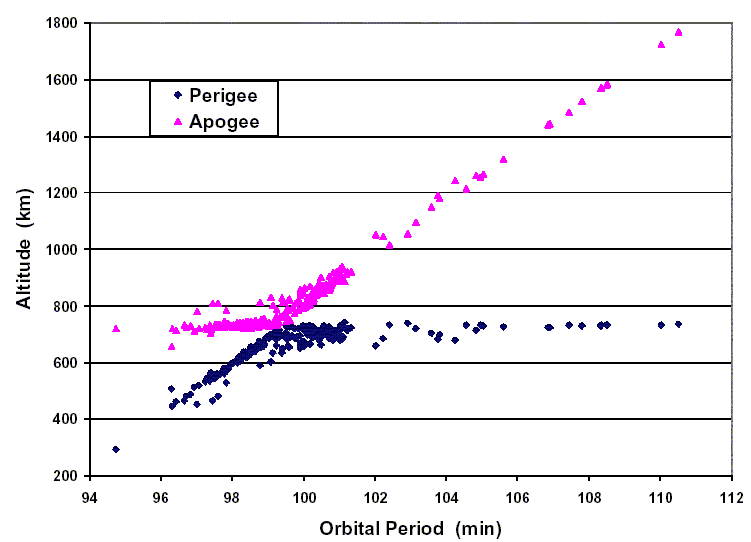
Diagram Gabbarda prawie 300 elementów pochodzących z dezintegracji trzeciego członu chińskiej rakiety Long March 4 po okresie 5 miesięcy – 11 marca 2000.

## NORAD, Gabbard i Kessler
NORAD utrzymuje bazę danych wszystkich znanych startów rakiet i obiektów, nie tylko samych satelitów, ale ich osłon aerodynamicznych, zużytych górnych członów rakiet itp., która znana jest dziś pod nazwą Katalogu Obiektów Kosmicznych i prowadzona jest od czasów wystrzelenia satelity Sputnik 1 w 1957 roku. NASA później zaczęła wydawać tę bazę danych w powszechnym dziś dwuliniowym zestawie danych.
Sensory, które pracowały dla bazy, zdawały się zbierać dane o wielu innych obiektach, z których wiele pochodziło z eksplozji na orbicie. Niektóre z nich spowodowano umyślnie, jako część testów technologii przeciwko satelitom w 1960, podczas gdy inne były efektem eksplozji górnych członów rakiet pozostawionych na orbicie, kiedy to resztki paliwa w zbiornikach, parując, rozszerzały się i w efekcie napierały na ścianki. Obiekty te jednak były monitorowane przypadkowo, pracownik NORAD-u, John Gabbard, przedsięwziął stworzenie osobnego katalogu, w którym zostaną sklasyfikowane obiekty tego typu. Badając wyniki tych eksplozji, Gabbard wytworzył nową technikę przewidywania orbit ich pozostałości. Diagramy Gabbarda są dzisiaj często stosowane, do ulepszania modelowania orbitalnej degradacji.

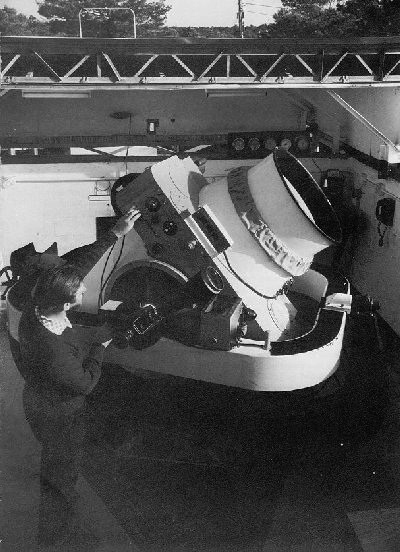
Kamery Baker-Nunn były używane do studiowania problemu śmieci.

Kiedy baza danych NORAD-u została po raz pierwszy upubliczniona w 1970, Kessler zaaplikował metodę użytą do badania pasa asteroid do przebadania katalogu. W 1978 Kessler i Burton Cour-Palais napisali wspólnie pracę Częstość kolizji sztucznych satelitów: o utworzeniu się pierścienia, w której wykazywali, że taki sam proces jak powodujący ewolucję rodziny planetoid, wywołuje zjawisko fragmentacji obiektów krążących na niskiej orbicie okołoziemskiej, ale zachodzące w o wiele krótszej skali czasu, bo zaledwie dekad. Pod koniec publikacji stwierdzono, że w okolicach 2000 roku materiał pochodzący z tego typu zderzeń będzie stanowił zagrożenie większe od materiału występującego tam naturalnie.
W tamtym czasie wydawało się jednak, że nie ma znacznego zagrożenia, ponieważ kosmiczne śmieci górne powinny wyhamowywać i spalać się w górnych warstwach atmosfery w szybszym tempie, niż aktualnie powstają kolejne. Aczkolwiek Gabbard zdawał sobie sprawę, że katalog NORAD-u jest niekompletny. Wkrótce po publikacji Kesslera, w trakcie wywiadu na te tematy, Gabbard użył terminu Syndrom Kesslera na określenie sytuacji, w której materiał na orbicie zaczyna być znaczącym problemem. Dziennikarz przytoczył go słowo w słowo i kiedy artykuł podchwycono w artykule w Popular Science w 1982, termin wszedł do powszechnego użycia. Artykuł został wyróżniony nagrodą prasową.

## Dalsze badania
Brak dokładnych danych dla wyższych orbit zmusił naukowców do skupienia się nad zbadaniem niskiej orbity okołoziemskiej. W październiku 1979 NASA zapewniła Kesslerowi dalsze środki na badania. W trakcie badań przeanalizowano kilka podejść do problemu. Korzystano z teleskopów optycznych oraz radarów krótkofalowych. Same pomiary optyczne pokazywały, że szacunki są o połowę zaniżone. Wcześniej zakładano, że katalog NORAD-u jest w miarę kompletny, a już na pewno zawiera wszystkie większe obiekty. Te obserwacje pokazały, że katalog NORAD-u niektóre obiekty omijał świadomie (zazwyczaj instalacje wojskowe), niełatwo wyłapywał obiekty o średnicy poniżej 10 cm, a wielu innych po prostu nie uważał za istotne.
Inne badania z kolei używały mikroskopów do badania powierzchni statków w poszukiwaniu do tej pory niezauważonych zniszczeń. Sekcje Skylabu i modułu serwisowego Apollo używane w latach 60. i 70. były mocno doświadczone przez śmieci. Ku zdziwieniu wszystkich, nasilenie bombardowania było silniejsze, niż się wszystkim zdawało i już wtedy było głównym źródłem kolizji w kosmosie. Badania wzbogacono o wyniki z analizy Solar Max-u, LDEF-u, wielu lotów wahadłowców kosmicznych i podobnych badań, które trwają do dziś.

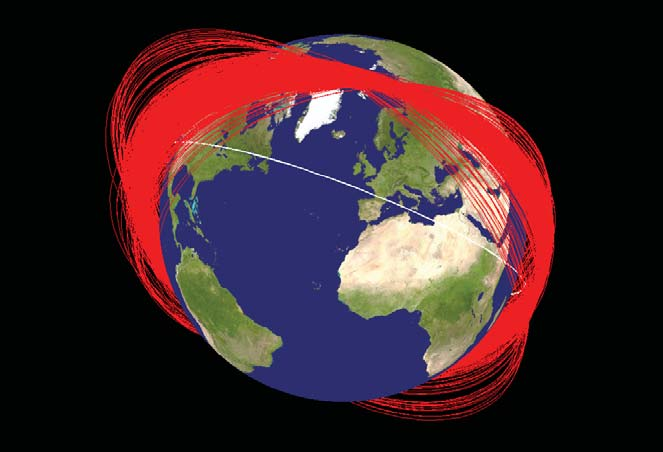
Znane ścieżki orbitalne Fengyun-1C w miesiąc po zestrzeleniu przez chińską broń ASAT.

Badania wykazały, że 42% kosmicznych odpadów to pozostałości 19 wydarzeń, wybuchów rakiet, w szczególności amerykańskiej rakiety Delty. Kessler posłużył się tu technikami Gabbarda i zaprzeczył panującemu przekonaniu, że śmieci były pozostałościami po jakiejś nieznanej eksplozji ASAT. Delta była wynikiem działania amerykańskiego programu kosmicznego i jeszcze kilka jej pozostałych elementów oczekiwało swojego losu.

## Nowy Syndrom Kesslera
W tym samym czasie siły powietrzne USA przeprowadziły eksperyment, aby ustalić, co będzie wynikiem zderzenia kosmicznego śmiecia z satelitą albo z innym kosmicznym śmieciem. Eksperyment wykazał, że nie jest ono podobne do zderzenia z mikrometeorytem i że wiele śmieci może stanowić zagrożenie. Prowadzić też może do fatalnej ewentualności; gęstość śmieci zamiast ilością przedmiotów wystrzelonych na orbitę jest tą liczbą plus ilością śmiecia powstałego w wyniku kolizji śmieci pomiędzy sobą. Jeśli nowy śmieć nie spalił się w atmosferze, zanim uderzył w następny śmieć, liczba śmieci będzie stale wzrastać, nawet po wstrzymaniu lotów.
W 1991 Kessler opublikował nową pracę, opierając się na wszystkich zebranych danych. W Kaskadowe kolizje: limit przyrostu populacji na niskiej orbicie okołoziemskiej przypominał o wynikach doświadczeń amerykańskich sił powietrznych. Chociaż znaczna większość śmiecia była stosunkowo mała, jak listki farby, większość "masy" przypadała na mniejszą liczbę cięższych obiektów, kilogramowych lub cięższych. Tyle wystarczy już do poważnego uszkodzenia statku. W jednej z prac Narodowej Akademii Nauk czytamy:
Kilogramowy obiekt uderzający z prędkością 10 km/s, dla przykładu ma prawdopodobnie możliwość rozbicia tonowego statku, jeśli uderzy w element konstrukcyjny. W wyniku takiego zderzenia powstanie wiele kilogramowych odpadków.
Wnioski Kesslera dzielą problem na 3 kategorie. Przy odpowiednio niskiej gęstością kosmicznych śmieci dochodzi mniej nowych zanieczyszczeń niż te, które spadają do atmosfery, i można stwierdzić, że problemu nie ma. Powyżej pewnej krytycznej gęstości każdy kolejny śmieć przyspiesza powiększanie się układu. Po przekroczeniu pewnej, dużej już gęstości, produkcja odłamków jest szybsza niż tempo ich spalania w atmosferze, prowadząc do reakcji łańcuchowej, która poszatkuje wszystkie śmieci w drobny pył i większe odłamki, czyniąc każdy lot w kosmos niebezpiecznym. Jest to nowe znaczenie Syndromu Kesslera.
W historycznym podsumowaniu w 2009 sam Kessler napisał:
Agresywne wykorzystanie przestrzeni kosmicznej bez odpowiednich zabezpieczeń może znacznie skrócić czas, w jakim dochodzi do kolizji śmieci. Jednymi z najniebezpieczniejszych dla środowiska działalności w kosmosie należą wielkie instalacje gwiezdnych wojen w latach 80., wielkie stacje paneli słonecznych, projektowane w latach 70. oraz systemy antysatelitarne wykorzystane w ciągu ostatnich 30 lat przez USA, ZSRR i Chiny. Mogą one doprowadzić do sytuacji, w której jeden satelita wywoła lawinową reakcję.

## Wzrost liczby śmieci
Opierając się na przeprowadzonych badaniach, na początku lat 80. NASA i inne amerykańskie organizacje postanowiły ograniczyć ilość śmieci. Jedno szczególnie efektywne rozwiązanie należało do firmy McDonnell Douglas w dopalaczu rakiety Delta, który pozbywał się nadmiaru paliwa po skończonej pracy, co zapobiegało rozerwaniu zbiornika. Inne kraje nie były skore do zainteresowania się problemem, a w latach 80. ZSRR wystrzelił wiele rakiet.
NASA i NORAD przeprowadziły nowe badania celem dokładniejszego zbadania środowiska kosmicznych śmieci. Każde kolejne pomiary powiększały katalog zarejestrowanych śmieci. W 1981 w artykule Scheftera ich liczbę szacowano na 5 tysięcy obiektów, ale nowe zestawy sensorów w Naziemnej Elektro-Optycznej Stacji Nasłuchowej znalazły wiele nowych. Pod koniec lat 90. podejrzewano, że większość z 28 tys. wystrzelonych obiektów zdegradowało i tylko 8500 pozostaje na orbicie. W 2005 liczbę obiektów szacowano na 13 tysięcy, a w 2006 szacunki zwiększono do 19 tysięcy.
Wzrost populacji śmieci doprowadził do dyskusji wewnątrz społeczności o naturze problemu i o wcześniejszych ostrzeżeniach. Zgodnie z wynikami prac Kesslera z 1991, poprawionymi w 2001, niska orbita okołoziemska na wysokości do 1000 km powinna znajdować się wewnątrz regionu kaskadującego. Zdarzył się tylko 1 poważniejszy incydent: zderzenie pomiędzy Iridiumem 33 oraz Kosmosem 2251. Brak łatwych do zaobserwowania efektów kaskadowych prowadził niektórych do przekonania o błędnym założeniu teorii. Inni podkreślali, że zaobserwowanie efektów procesu może być trudne w jego początkowym stadium i być może uda się tego dokonać w przyszłości.
Model NASA z 2006 pokazywał, że obecna populacja śmiecia będzie tam co najmniej do roku 2055. Narodowa Akademia Nauk, podsumowując wyniki prac naukowców, stwierdziła, że dwie warstwy niskiej orbity okołoziemskiej, na wysokościach od 900 do 1000 km oraz poza 1500 km, przekroczyły już wartość krytyczną.

## Charakterystyka

### Duże i małe
Naukowcy dzielą kosmiczne śmieci na "duże" i "małe". Podział ten nie wynika z wielkości odpadów, ale z możliwości ich śledzenia. Za "duże" przyjmuje się śmieci o rozmiarach (średnicy) 10 cm i większe i o masie rzędu 1 kg. Logicznym byłoby, gdyby "małymi" odpadkami nazywano wszystko, co jest mniejsze od "dużych", ale według naukowców "małymi" odpadkami są śmieci o średnicy 1 cm lub mniejszej. Teoretycznie śmieci większe od 1 cm powinny byłyby zostać uznane za "duże", ale praktycznie pozostają niezaklasyfikowane, ponieważ naukowcy nie mają wystarczająco precyzyjnych urządzeń, by je śledzić.
Liczbowo, znaczna większość śmieci ma 1 cm lub mniej. Dane NASA z 2009 szacują liczbę "dużych" śmieci na 19000; te 500000 mniejszych w przedziale od 1 do 10 cm oraz miliony "małych" śmieci. W kategoriach masy znaczna jej większość przypada na kilka dużych obiektów i tak – zgodnie z danymi z 2000 roku – około 1500 obiektów ważących po 100 kg każdy już stanowi ponad 98% z 1900 ton śmieci.
Skoro śmieci zostały wykonane ręką człowieka, całkowita możliwa masa śmieci jest łatwa do obliczenia: to łączna masa wszystkich obiektów wystrzelonych na orbitę. Aktualna masa śmieci jest jednak niższa, jako że wiele z tych obiektów zdegradowało. Jako że w masie śmiecia dominują cięższe obiekty, znane już od dłuższego czasu, masa całkowita pozostaje względnie stała. Szacuje się ją na około 5500 ton.

### Niska orbita okołoziemska
Każdy satelita, czy człon rakietowy może z różnych powodów wygenerować kolejne obiekty na orbicie. Najwięcej zdarzeń tego typu dotyczyło eksplodujących członów rakiet w których pozostawały resztki paliwa. Odłamki mogą się także generować na skutek degradacji starszych obiektów np. z powodu dużych zmian temperatury na orbicie. Każde zderzenie pomiędzy obiektami o podobnej masie może wytworzyć dużą liczbę nowych odłamków. Każdy kolejny element sam w sobie może stanowić zagrożenie. Przy odpowiednio dużej kolizji (np. pomiędzy stacją orbitalną a niedziałającym satelitą), ilość odłamków uczyniłaby niską orbitę okołoziemską niestabilną.
Na najpowszechniej używanych dla misji załogowych niskich orbitach okołoziemskich, 400 km i poniżej, opór powietrza powoduje systematyczne zmniejszanie się prędkości poruszających się tam obiektów, co powoduje obniżanie się ich orbity. Kolizje, do których dochodzi na tych wysokościach, są mniejszym problemem, ponieważ odpadki z takiej kolizji pozostają na orbicie o podobnej wysokości. Ta wartość sama w sobie ulega zmianom na skutek pogody. Podczas wzmożonej aktywności Słońca w ramach 11-letnich cykli, górne warstwy atmosfery rozszerzają się, co skutkuje większym oporem powietrza, który spowalnia obiekty na orbicie, co z kolei przyśpiesza obniżanie ich orbity. W okresie wzmożonej aktywności Słonecznej ilość powracających z orbity kosmicznych odpadków wzrasta.

### Średnia orbita okołoziemskaiorbita geosynchroniczna
Na wyższych orbitach, gdzie wpływ atmosfery jest dużo mniej znaczący, degradacja orbity trwa dłużej. Wpływ Księżyca i ciśnienie wiatru słonecznego może stopniowo pchać śmieci na niższe orbity, ale na bardzo wysokich orbitach może to trwać tysiące lat. Tak więc skoro te orbity są znacznie rzadziej używane, niż niska orbita okołoziemska, i w rezultacie problem narasta wolniej, całkowita masa znajdujących się tam śmieci jednak wzrasta.
Problem jest szczególnie poważny na wartościowych orbitach geostacjonarnych, gdzie satelity są pogrupowane nad swoimi podstawowymi "celami" i dzielą ze sobą ścieżkę orbitalną. Perturbacje orbitalne są tutaj znaczące. Aktywnymi satelitami steruje się z Ziemi, ale w przypadku utraty łączności, stają się źródłem potencjalnej kolizji (jak w przypadku Telstar 401). Pozytywną cechą są stosunkowo niskie prędkości na orbicie geostacjonarnej, w porównaniu z tymi na niskiej okołoziemskiej orbicie. Szczytowe prędkości uderzeń dochodzą do 100 m/s. Oznacza to, że pole odpadków z takiej kolizji stanowi mniejsze zagrożenie niż na niskiej orbicie okołoziemskiej, przynajmniej nie krótkoterminowo. Niemniej jednak takie uderzenie poważnie uszkodziłoby satelitę.

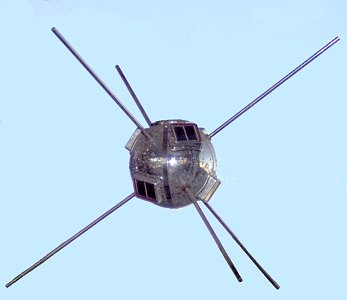
Vanguard 1 pozostaje na orbicie 50 lat po starcie. Łączność utracono w 1964, ale pozostanie tam jeszcze przez 240 lat.

ITU nałożyła restrykcyjne wymagania na naziemnych operatorów nowych satelitów i domaga się od właściciela gwarancji, że będą potrafili bezpiecznie ściągnąć satelitę z jego orbity po skończonej służbie. Badania wykazały jednak, że gwarancje same w sobie nie są wystarczającą rękojmią, żeby w kosmosie nie dochodziło do kolizji. Dodatkowo orbita geostacjonarna jest zbyt daleko, aby przeprowadzić dokładne pomiary obiektów poniżej 1 m, realne rozmiary problemu nie są znane.
Pomimo wszystkich tych starań celem uniknięcia kolizji, takie wypadki zdarzyły się. 24 lipca 1996, Cerise, francuski mikrosatelita na niskiej orbicie okołoziemskiej, został trafiony przez fragment drugiego stopnia rakiety Ariane 1 H-10, który eksplodował w listopadzie 1986. 29 marca 2006, rosyjski satelita komunikacyjny Express-AM11 został uderzony przez nieznany obiekt i został uszkodzony. Szczęśliwie, inżynierowie mieli chwilę czasu na kontakt z satelitą i wysłanie go na orbitę parkingową.

## Źródła kosmicznych odpadów

### Nieczynne satelity
W 1958 USA wystrzeliły Vanguarda I na średnią okołoziemską orbitę, i pozostaje on do dzisiaj śmieciem o najdłuższym stażu na orbicie.
W katalogu zliczającym znane starty Union of Concerned Scientists wyliczyła 902 funkcjonujące satelity. Wlicza się je do 19 000 "dużych" obiektów i około 30 000 łącznie wystrzelonych obiektów. Funkcjonujące satelity stanowią więc odsetek populacji śmiecia.
Podczas zimnej wojny ZSRR wystrzelił kilkanaście satelitów przeznaczonych do wykrywania okrętów podwodnych, jako część programu RORSAT. Jako źródło energii dla radaru w który wyposażony był satelita, wyposażono go w reaktor nuklearny BES-5. Zazwyczaj wysyłano je na cmentarną orbitę o średniej wysokości, ale było kilka wypadków, które zaowocowały opadem radioaktywnym na Ziemię (zobacz Kosmos 954 i Kosmos 1402). W związku z tymi wypadkami opracowano nową procedurę dezaktywacji satelitów, która zakładała wystrzelenie reaktora na wyższą bezpieczną orbitę, co z kolei generowało chmurę wyciekającego granulatu który chłodził reaktor.

### Utracony sprzęt
Śmieci powstają też często w wyniku spacerów kosmicznych. Zgodnie z książką Edwarda Tufte Przewidywanie Informacji, wśród śmieci mogą znajdować się: rękawica zgubiona przez astronautę Eda White'a podczas pierwszego spaceru; kamera Michaela Collinsa zgubiona koło statku Gemini 10; worki ze śmieciami z radzieckiej stacji  Mir wystrzeliwane przez 15 lat; klucz francuski i szczoteczka do zębów. Sunita Williams z STS-116 także zgubiła kamerę.

### Człony rakiet
Człony silników pierwszego stopnia rakiety Saturn IB z czasów Apollo nie osiągały prędkości orbitalnych i nie dodawały się do całkowitej masy śmiecia. Człony drugiego stopnia zaczynają i kończą swoje życie na orbicie. Jednak nie tylko stopnie S-IVB dla rakiet Saturn IB pozostawały na orbicie. Od lotu Apollo 8 do Apollo 12 zużyte stopnie S-IVB rakiet Saturn V po osiągnięciu II prędkości kosmicznej i odłączeniu pojazdów Apollo CSM i LM wchodziły na orbitę heliocentryczną, co mogło powodować dziwne zamieszania w obserwacjach poprzez najnowocześniejszy sprzęt. Przykładem jest przypadek odkrycia asteroidy J002E3 w 2002. Po dokładnej analizie stwierdzono, że J002E3 to stopień S-IVB użyty w misji Apollo 12. Dopalacze pozostają poważnym problemem wśród śmiecia i jeden z poważniejszych przypadków związany jest z Ariane.
Już podczas wczesnych prac nad badaniem tego problemu stało się oczywiste, że duża część space debris pochodzi z rozrywających się członów rakiet. NASA jako jedyna wprowadziła jakieś sposoby walki z tym problemem, inne kraje długo go lekceważyły. 11 marca 2000, chińska Long March 4 CBERS-1/SACI-1 eksplodowała na orbicie, tworząc chmurę śmiecia.
Wydarzenie podobnej skali wydarzyło się 19 lutego 2007, kiedy górny człon rosyjskiej rakiety Briz-M eksplodował nad Australią. Wystrzelono go 28 lutego 2006, i przenosił on na pokładzie satelitę komunikacyjnego Arabsat-4A, ale doznał uszkodzenia, zanim mógł wykorzystać całe swoje paliwo. Eksplozję nagrało kilku astronautów. Podobny incydent zdarzył się jeszcze 14 lutego 2007, jak w wynika z zapisów Celes Trak. 8 takich eksplozji wydarzyło się w 2006, najwięcej od 1993.

### Efekty testowania broni antysatelitarnej
Jednym ze źródeł space debris są pozostałości po programie ASAT prowadzonym podczas wyścigu zbrojeń. NORAD zbierał w katalogu tylko dane z obserwacji nad sowieckim sprzętem, znacznie później dopisano do niego dane z amerykańskich źródeł wojskowych. W czasie kiedy zrozumiano naturę problemu, testy ASAT już dawno zakończono. Jedyny amerykański aktywny projekt, Program 437 zamknięto w 1975.
USA rozpoczęły jednak ponownie prace nad ASAT przy okazji Vought ASM-135 ASAT. Test wykonany w 1985 zniszczył 1-tonowego satelitę orbitującego na wysokości 525 km, tworząc mnóstwo "małego" śmiecia. Ponieważ odbyło się to na niskiej orbicie, atmosfera wyczyściła te śmieci w ciągu dekady.
Chiny ucierpiały z powodu szerokiego zanieczyszczenia śmieciami po teście z bronią ASAT. To incydent, który jest znany z tego, iż spowodował największe ilościowe powiększenie ilości śmiecia, około 2300 kawałków łatwego do wykrycia śmiecia (wielkości piłki golfowej), ponad 35000 kawałków 1-centymetrowych lub większych, i około miliona 1-milimetrowych lub większych. Najgorsze w tym wszystkim jest to, że do incydentu doszło we względnie wykorzystywanym kawałku nieba, pomiędzy 850 a 882 kilometrem.
20 lutego 2008, Amerykanie byli zmuszeni wystrzelić SM-3 z krążownika typu Ticonderoga USS "Lake Erie" (CG 70) w celu zniszczenia wadliwego satelity szpiegowskiego NROL-21, przenoszącego w zbiorniku 500 kg toksycznej hydrazyny. Wydarzenie miało swój finał na 250 kilometrze. Celowano tak, aby ograniczyć liczbę powstałego śmiecia, i większość z niego spadła z początkiem 2008.

## Aspekty operacyjne

### Zagrożenie dla pojazdów bezzałogowych
Śmieci o małej masie mają wpływ na żywotność kosmicznych misji, jeśli pojazd jest napędzany przez ogniwo słoneczne. Ponieważ nie mogą być one pokryte metalową powłoką, będą bezpośrednio wystawione na działanie odpadków. Uderzone, raczej nie produkują nowych śmieci. Zwykle tworzą się z nich chmury gazowych cząsteczek, które same w sobie nie stanowią zagrożenia dla statków. Mają one jednak właściwości plazmy w momencie powstawania i stanowią dalsze zagrożenie dla paneli słonecznych.

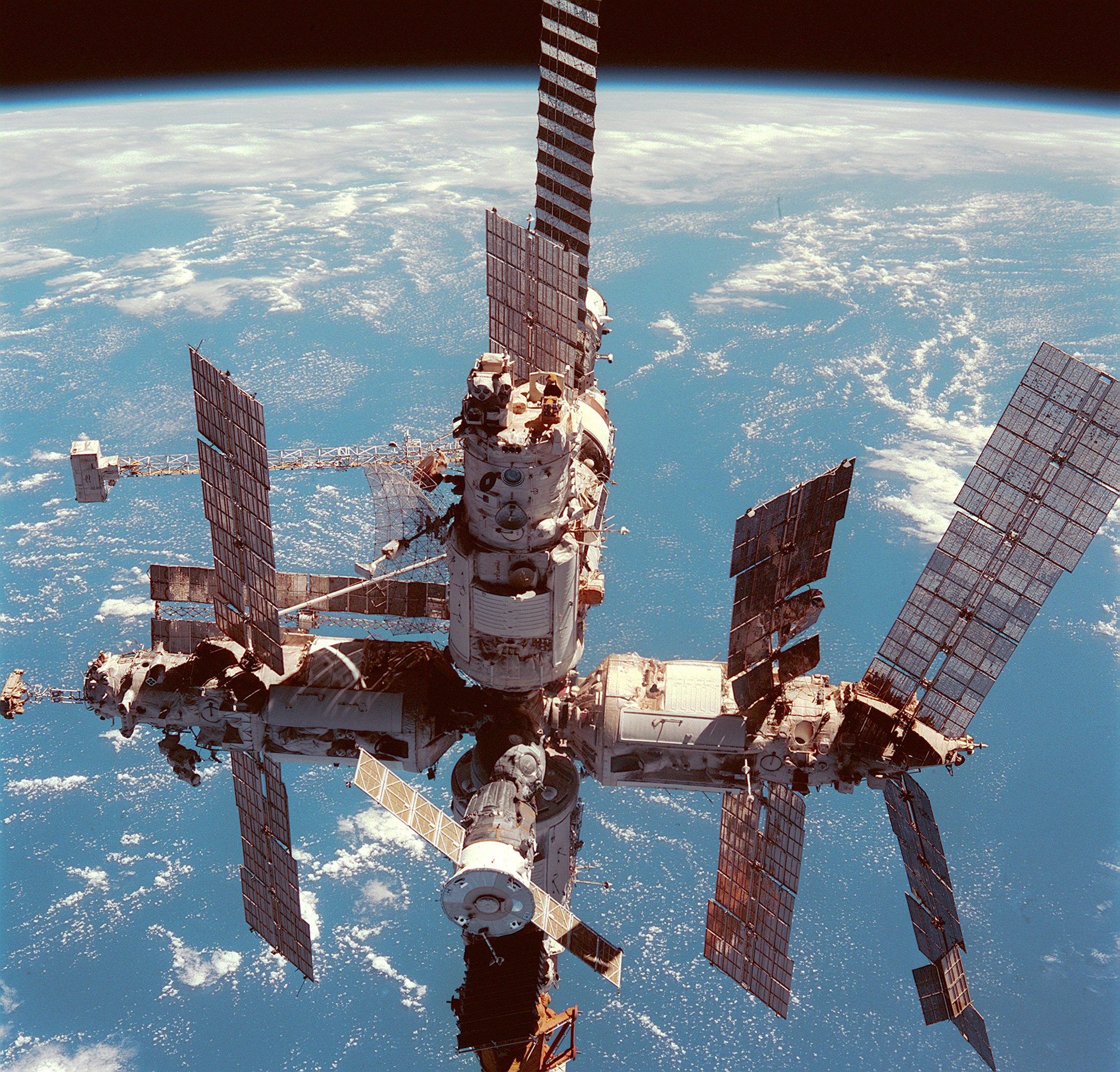
Zniszczenia paneli słonecznych stacji kosmicznej Mir. Zniszczenia widoczne na panelu po prawej stronie, który jest zwrócony w kierunku obiektywu są efektem działania śmieci. Wyraźniejsze zniszczenia panelu dolnego powstały podczas zderzenia ze statkiem Progress.

Efekty wielu uderzeń były szczególnie widoczne na stacji kosmicznej  Mir, gdzie konsekwencją było rozgałęzienie się paneli słonecznych.
Pierwsza poważniejsza kolizja z 10 lutego 2009 o 16:56 UTC. Nieaktywny 960 kilogramowy Kosmos 2251 oraz funkcjonujący 560 kg Iridium 33 zderzyły się ze sobą 789 km ponad północną Syberią. Względna prędkość uderzenia wynosiła 11,7 km/s. Oba satelity uległy uszkodzeniu i wytworzyły sporą chmurę śmiecia.

### Zagrożenie dla misji załogowych

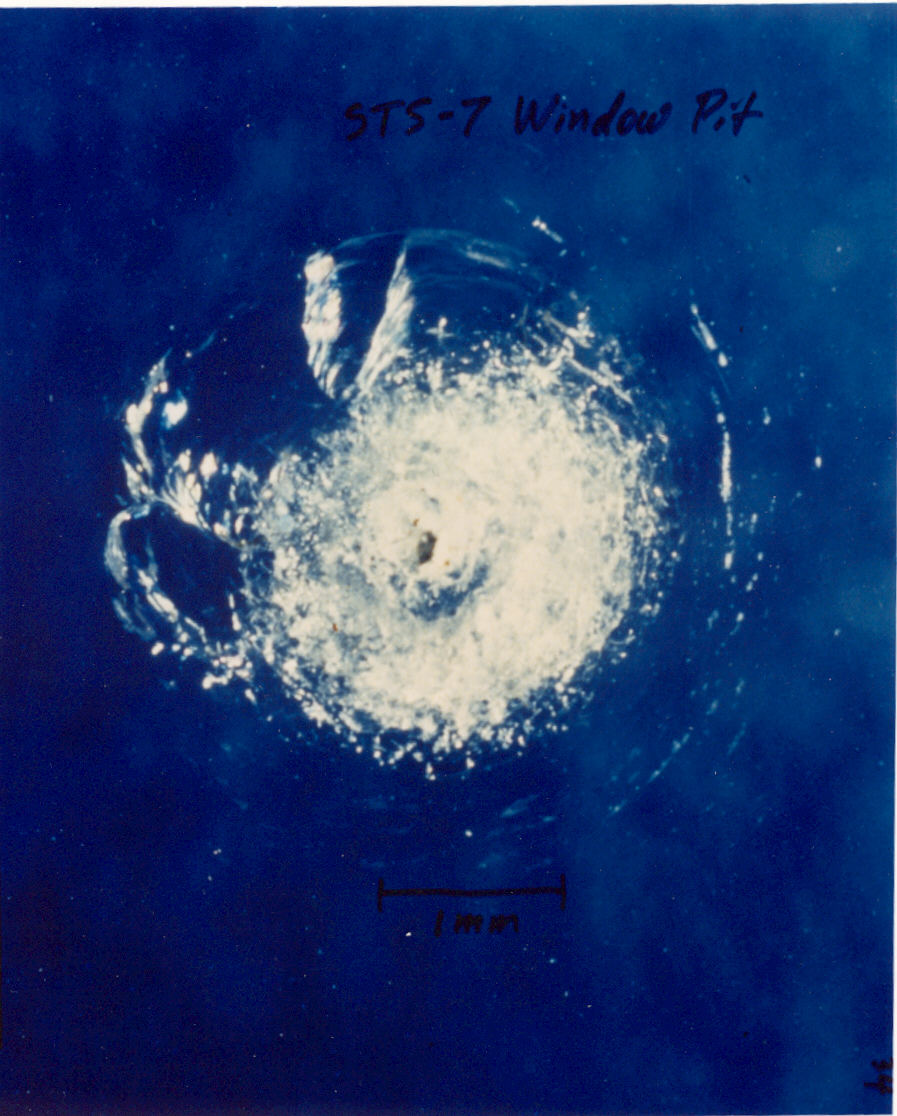
Listek farby pozostawił te zniszczenia na powłoce wahadłowca Challenger podczas STS-7.

Wraz z wprowadzeniem wahadłowców do służby w 1980 roku, NASA zwracała się do NORAD-u o kontrolowanie przestrzeni przed wahadłowcem, aby móc odnajdywać i unikać większych kawałków space debris. Był moment, w którym ta praca zużywała większość środków NORAD-u. Pierwszy oficjalny manewr uniknięcia odpadku odbył się podczas STS-48 we wrześniu 1991. Podobne manewry przeprowadzono podczas misji 53, 72 i 82.
Jednym z pierwszych wydarzeń, które nagłośniło problem, było zdarzenie z udziałem wahadłowca Challenger podczas misji STS-7. Listek farby przebił się przez okno i wybił otwór o średnicy 1 mm. Endeavour doznał podobnego uszkodzenia podczas STS-59 w 1994, ale ten się skutecznie nie przebił. Badania kadłubów po dokonanych lotach wykazały wzrost częstotliwości uderzeń po 1998 roku.
Najmniejsze śmieci zaczęły być powoli zagrożeniem samym w sobie. Zniszczenia okien, uszkodzenia TPS-u. Aby minimalizować ryzyko uszkodzeń, kiedy wahadłowiec osiągnie orbitę, umyślnie stawia się go ogonem w kierunku lotu, aby jak najwięcej śmiecia uderzyło w silniki i komory transportowe. Podczepiony pod ISS, statek jest umieszczany w takim miejscu, że stacja stanowi dla niego ochronę.
Powiększenie się masy całkowitej śmiecia doprowadziło NASA do zmiany podejścia, co do skali zagrożenia i jest ono dziś uważane za zagrożenie numer 1 dla działania wahadłowców.

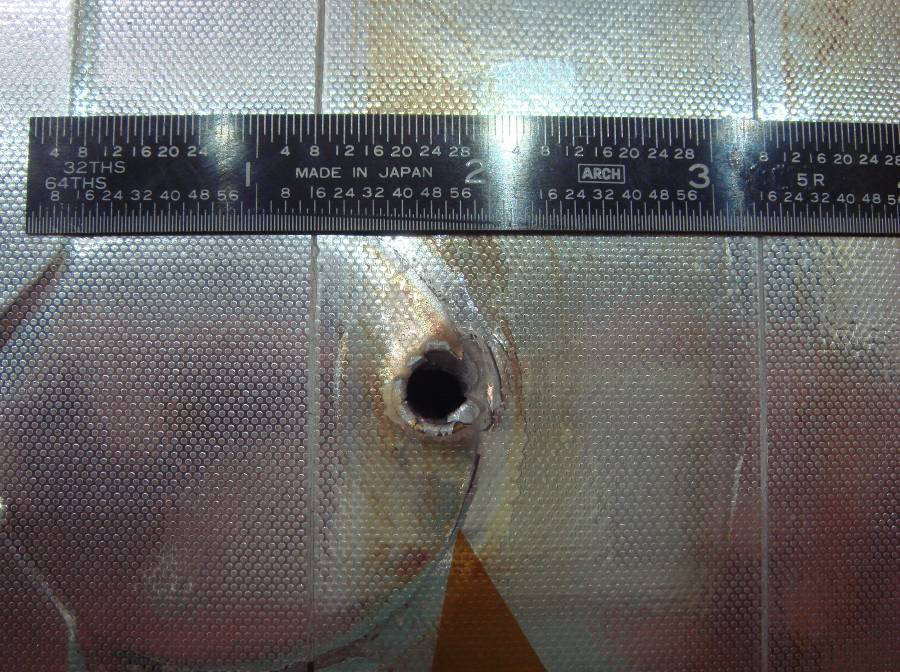
Endeavour doznał poważnego uszkodzenia chłodnicy podczas STS-118. Otwór wejściowy ma mniej niż 2 cm, wyjściowy jest znacznie większy.

Pomimo najlepszych starań, w dekadzie 2000-10 również doszło do 2 poważnych incydentów. W 2006 wahadłowiec Atlantis został uderzony przez fragment płyty podczas STS-115, który to kawałek przedziurawił chłodnicę. Podobny incydent zdarzył się podczas STS-118 w 2007, kiedy Endeavour został uderzony przez nieznany element, i również przebił się przez kadłub.

### Zagrożenie dla Ziemi

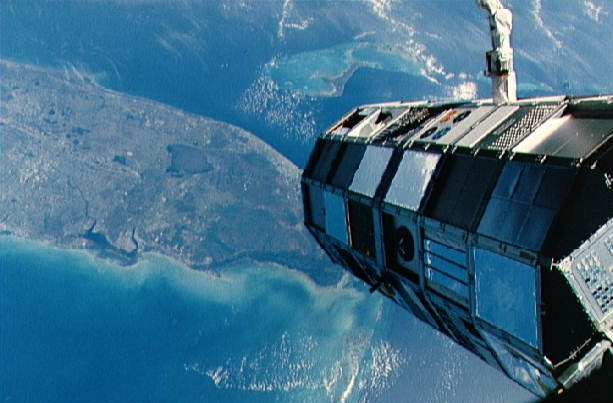
LDEF to ważne źródło informacji na temat efektów działania śmieci.

Chociaż najmniejsze ze śmieci spalą się w atmosferze, większe mogą z powodzeniem uderzyć w powierzchnię Ziemi.
Oryginalny plan wykorzystania Skylab-u przewidywał pozostanie stacji na orbicie nawet do 10 lat po zakończeniu misji w lutym 1974. Wysoka aktywność słoneczna zepchnęła jednak Skylab znacznie prędzej. 11 lipca 1979, wszedł on do ziemskiej atmosfery i uległ dezintegracji, rozsypując swoje szczątki na linii od południowego Oceanu Indyjskiego do rzadko zamieszkałych rejonów zachodniej Australii.
12 stycznia 2001, szczątki silnika Star-48 ze stopnia Payload Assist Module rakiety Delta II weszły w atmosferę. Rozbiły się na rzadko zamieszkałych rejonach Arabii Saudyjskiej. Zidentyfikowano je jako fragmenty członu rakiety, który wyniósł satelitę GPS NAVSTAR 32, który został wystrzelony w 1993 roku.
Katastrofa promu Columbia w 2003 pokazała, jak wiele fragmentów może spaść w całości na Ziemię. NASA nadal ostrzega przed zbliżaniem się do szczątek ich maszyn, ze względu na potencjalne zagrożenie ze strony toksycznych resztek paliwa.
27 marca 2007 szczątki radzieckiego satelity szpiegowskiego spadły niebezpiecznie blisko samolotu, przelatującego z Santiago, do Auckland w Nowej Zelandii z 270 pasażerami na pokładzie. Samolot leciał nad Pacyfikiem, który jest uznawany za najbezpieczniejsze miejsce do zrzucania satelitów.
Dzięki kontrolowanej deorbitacji dużych satelitów nad niezamieszkanymi obszarami Pacyfiku, udaje się uniknąć zagrożeń które mogą stwarzać tego rodzaju obiekty. Odnotowano jedynie pojedyncze przypadki upadku space debris w pobliżu zamieszkanych obszarów. Zazwyczaj są to elementy członów rakiet lub satelitów wykonane ze stali nierdzewnej lub tytanu. W 1969 roku taki fragment miał uderzyć w statek handlowy i ranić japońskich marynarzy. W 1997 w Oklahomie Lottie Williams została uderzona w ramię przez 10 × 13 centymetrowy osmolony kawałek metalu, należący prawdopodobnie do pozostałości po rakiecie Delta II, obyło się bez poważniejszych obrażeń.

## Śledzenie i pomiary

### Śledzenie naziemne
Radary i teleskopy oraz lidary są podstawowymi narzędziami w śledzeniu śmieci. Aczkolwiek ustalanie orbit jest problematyczne. Śledzenie obiektów o średnicy poniżej 10 cm jest trudne z powodu małego przekroju oraz niestabilności orbitalnej obiektów, chociaż można sobie poradzić ze śledzeniem obiektów o średnicy 1 centymetra. NASA używa do tego celu teleskopu o 3-m ciekłym zwierciadle.
Strategiczne Dowództwo Stanów Zjednoczonych utrzymuje katalog 19000 obiektów sporządzony na podstawie wersji z 2009, głównie w celu możliwości znalezienia w tej gromadzie wrogiego pocisku. Dane do katalogu zbiera sieć radarów i teleskopów. Znaczna większość śmieci pozostaje jednak dla nas niewidoczna.

### Pomiary w kosmosie
Odpadki, z którymi powrócono na Ziemię, również stanowią cenne źródło wiedzy o środowisku wysypiska. Satelita LDEF umieszczony na orbicie przez STS-41-C i odzyskany przez STS-32 spędził 68 miesięcy na orbicie. Bliskie przyjrzenie się jego powierzchni pozwoliło na analizę kierunkowej dystrybucji śmieci i ich przepływu. Satelita EURECA umieszczony na orbicie przez STS-46 i ściągnięty przez STS-57 również jest obiektem badań. Także panele słoneczne teleskopu Hubble'a, które powróciły w trakcie misji STS-61 oraz STS-109 są ważnym źródłem wiedzy z tej dziedziny.